# じょっぱり 看護の人 花田ミキ
『じょっぱり 看護の人 花田ミキ』（じょっぱり かんごのひと はなだミキ）は、2024年（令和6年）公開の日本映画。青森県の保健師の草分け的存在として知られ、「青森のナイチンゲール」とも評された花田ミキの生涯を題材とした映画である。
花田ミキがかつての過酷な戦争体験から抱いた「命を阻むものはすべて悪」との信念、戦後まもなく急性灰白髄炎（ポリオ）の治療法の普及に奔走したこと、身重にもかかわらず重労働を強いられる漁村の女性を体を張って守った姿、そして晩年に送った孤独で切ない生涯を描いた作品である。タイトルの「じょっぱり」とは、津軽弁で「意地っ張り、頑固もの」を意味する言葉であり、人の命を守るために信念を貫いた花田ミキの姿勢を表す言葉でもある。花田ミキ役の木野花、花田ミキと交流を持つシングルマザー役の王林によるダブル主演。

## ストーリー
小泉ちさとは、16歳で生んだ息子のリクを女手1人で育ててており、シングルマザーとしての日々に明け暮れている。ある日、ちさとは勤務先のスーパーの届け物を頼まれたことがきっかけで、店の常連客である花田ミキに出逢う。ミキは人間嫌いで偏屈な人物として近所でも有名であったが、ちさととリク母子との交流を通じて、人の心の温かさに触れたことで、徐々に心を通わせていく。やがてミキはちさとに、自分がかつて看護師であったことを打ち明けて、当時の社会情勢、そしてポリオの対策を始めとして、地域の人々の命を救うために奔走し、看護に向き合っていた日々のことを語り始める。ちさとは、死別した自分の母も看護師であったことから、ミキに親近感を抱き始める。

## キャスト
- 花田ミキ - 木野花[9]（若年期：伊勢佳世[12]）
- 小泉ちさと - 王林[9]
- 鈴木治子[注 1]：相馬有紀実[8]
- 小泉リク：丸山煌大[11]
- 長尾肇：半覚醒[11]
- 田中幸利：松本実[11]
- 浜畑順三郎：舞の海秀平[8]
- 源次：草野とおる[8]
- ヨシエ：佐々木史帆[8]
- キワ：竹の子みさ子[11]
- サチ：梅津芽生[11]
- 小笠原：宮本大誠[11]
- オルト・グレース：ブリュー・クリスティアン[11]
- リチャード・ブラウン：チャールズ・グローバー[11]
- 対馬新太郎：犬山ヴィーノ[11]
- 倉持衛生部長：小田切一[11]
- 堀田看護課長：銀次郎[11]
- 米村総務課長：十日市秀悦[8]
- 田島財政課長：阿部伸勝[11]

## スタッフ
- 監督：五十嵐匠[8]
- 脚本：五十嵐匠[8]
- プロデューサー：川口浩史[7]、鎌倉幸子[14]
- 製作：株式会社ストームピクチャーズ[15]
- 制作プロダクション：トロッコフィルムズ[15]
- 音楽：有木竜郎[16]
- 制作協力：かまくらさちこ株式会社[8]
- 配給・宣伝：ポルトレ[15]
- 後援：日本赤十字社、日本看護協会[15]

## 製作
監督の五十嵐匠は1960年（昭和35年）の2歳のとき、母親に連れられて列車に乗っている最中、はしかにより重篤の状態となった。偶然にもそこに乗り合わせていた花田ミキが適切な応急処置を施し、病院に運ばせることで、五十嵐は一命をとりとめるに至った。
五十嵐が映画監督となった後の2020年、当時手がけていた映画『島守の塔』の制作が、新型コロナウイルスの影響で延期されたことで期せずして空白期間ができた。その間に五十嵐は、メディアで「保健師」という言葉をよく目にするようになったことで、2歳の自分が花田ミキに救われたことを報じる新聞記事を思い出した。五十嵐は、それまで花田のことの映画化は考えたことがなかったが、自身も歳をとったことや、近しい人々が亡くなっていくこと、コロナ禍の最中で奮闘する保健師たちのことと重なり、改めて花田の伝記『花田ミキの生き方」を読み込んで、映画化の決意に至った。コロナ禍の中で戦い続けている医療従事者にエールを送りたいとの気持ちも、制作への意欲を後押しした。
当初は劇映画を想定して製作が開始され、脚本まで書き上げられたが、五十嵐は「俳優が花田ミキを演じる姿を実際に花田ミキ本人が見たらどう思うか」と考え直した末、「実際に花田ミキを知る人々の話をもとに、花田の生き様をできるだけ忠実に描くべき」との考えに至り、ドキュメンタリーに近い作風で製作が進められた。劇映画のの撮影は、コロナ禍の影響での延期次第で、人件費のみでも予算が膨大に増えてしまう、との事情もあった。このために作中では、晩年に孤独に生活していた花田ミキが、シングルマザーとの交流を通じて、若年期の花田の姿を交えつつ、保険と看護に奔走していた生涯を振り返る内容となっている。中でも特に、昭和初期の八戸市での急性灰白髄炎（ポリオ）の集団感染への対応のために孤軍奮闘したこと、青森県立高等看護学院（現・青森県立保健大学）を開校して看護改革に乗り出したこと、青森の乳幼児死亡率の改善に取り組んだことの描写に、重点が置かれている。
作中で晩年に花田ミキと交流するシングルマザーとその息子は、史実には存在しないキャラクターだが、花田ミキが生涯最後に出逢う2人であり、淡々と最期を迎えるミキの生涯において、ミキの無念さ、儚さ、後悔などが浄化され、最晩年のミキにとって大きな存在になるキャラクターとして設定されている。また、現役の保健師たちにヒアリングを行うことで、彼女らの現実的な体験をもとに作られたキャラクターでもあり、母が看護師であったために「母が仕事で家にいなくて寂しかった」と吐露する場面も盛り込まれている。

### キャスティング
出演者は木野花、王林、佐々木史帆、草野とおるら、青森出身の俳優で固められた。それまでタレントとして活動していた王林、舞台女優として活動していた伊勢佳世は、本格的な映画出演は本作が初となった。
晩年の花田ミキを演じた木野花は、「花田さんのじょっぱりは次元が違う。演じるのは怖かった」と言うものの、現役時に偏見の強い男性社会の中で信念を貫いた花田ミキと同様、自身もかつて劇団で男性から厳しい声を浴びた経験から、「自分の晩年と重ね合わせる思いで向き合った」と言う。シングルマザー役を演じた王林は、花田ミキのことを「青森の伝説の人」として知っていたものの、自身は演技未経験のために出演依頼を断ろうとも考えていたが、五十嵐匠に会い、監督としての強い想いを聞き、出演を決意したという。
若年期の花田ミキを演じた伊勢佳世は、青森ではなく神奈川出身のために、津軽弁での台詞には苦労を強いられ、監督の五十嵐匠や相馬有紀実が方言指導を行った。

### 支援者
プロデューサーの鎌倉幸子は、東日本大震災で被災した人々の支援のために移動図書館事業を行なっており、その事業を通じて五十嵐の映画制作の支援を依頼され、本作に携わることとなった。鎌倉幸子は、五十嵐と同じく青森県出身であり、花田ミキの母校である青森弘前高等女学校（現・青森県立弘前中央高等学校）の後輩でもある。また鎌倉は、かつて報道写真家の沢田教一の写真展を見たことがきっかけで、国際協力NGOのカンボジア事務所で活動したことがあり、五十嵐も沢田を題材とした映画『SAWADA 青森からベトナムへ ピュリッツァー賞カメラマン沢田教一の生と死』を撮影していたこと、鎌倉も五十嵐と会う約1か月前にこの映画を見ていた、などの縁もあった。
僻地の保健師の支援を行うNPO法人へき地保健師協会の理事・大野祐子は、この映画を看護教育や看護の一般への普及に役立てたいと思っていたところへ、映画出演者たちへの指導を依頼され、監督の五十嵐や、若年期の花田ミキ役の伊勢佳世、保健師役の相馬有紀実に、保健師としての指導を行った。映画制作のためのクラウドファンディングの支援や、すでに入手不可となっていた花田ミキの著作を多くの人に読ませるためのタイピングなども行った。

### 撮影

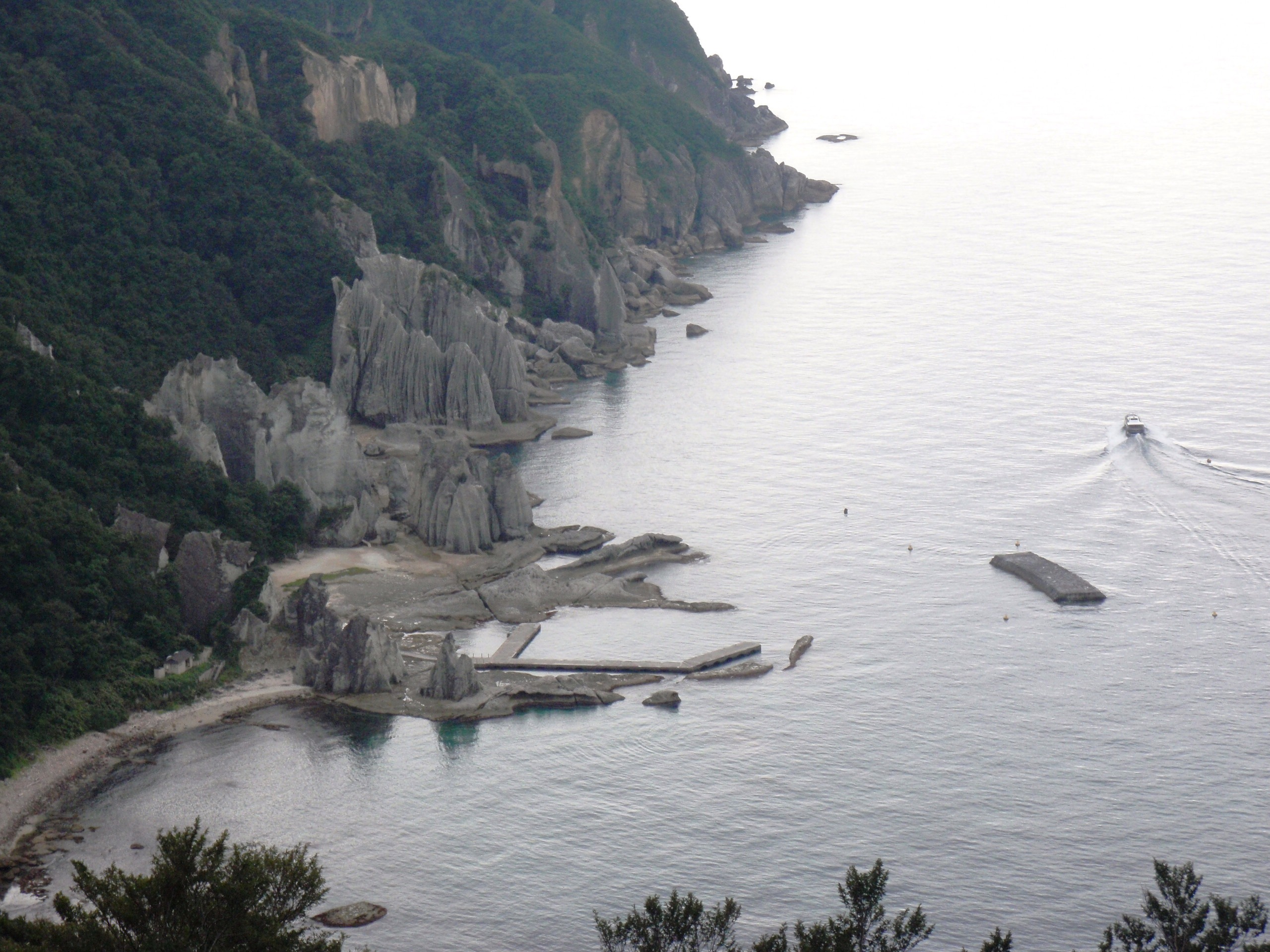
仏ヶ浦

撮影は2023年（令和5年）2月から3月にかけて行われた。全体の3割が青森県佐井村の仏ヶ浦や福浦地区、青森県大間町で撮影され、他に関東でも撮影が行われた。青森県内での撮影は、当初は佐井村のみで行われる予定だったが、海岸沿いの撮影に適した施設が見つからなかったことから、大間町が撮影地に加えられた。
佐井村は、花田ミキがかつて公衆衛生について村民に教えたとの縁を持つ地であり、作中で若年期の花田ミキを描いた場面も、佐井村が舞台と設定されている。五十嵐匠自身も1980年代に佐井村を訪れた経験を持つことから、撮影地として真っ先に脳裏に浮かんだのが佐井村だといい、「佐井村がなければ映画は成立しなかった」と語っていた。また佐井村は、同村出身の医師である三上剛太郎が日露戦争中に従軍して多くの負傷者を救ったとの逸話の残る地でもあり、佐井村長の太田直樹は、花田ミキと三上剛太郎の共通点を「仁愛の精神」と述べていた。

## 封切り
2023年12月に、撮影地である青森県佐井村への感謝として、同村で試写会が行われた。翌2024年3月には青森県八戸市と弘前市で先行上映が行われ、花田ミキを慕う看護関係者らが多く駆けつけた。
同2024年7月より東京都写真美術館、イオンシネマ新青森、イオンシネマ弘前を始めとして、全国各地で公開された。聴覚障害者への配慮から、字幕付きの上映回も設ける劇場もあった。

## 作品の評価
2025年6月に、ブルガリアのヴァルナで開催される国際映画祭「International Festival of Red Cross and Health Films（国際赤十字・健康映画祭）」で、Red Cross Special Award（赤十字特別賞）を受賞した。同映画祭は、赤十字の理念に基づいて、「人道支援」「医療」「社会的弱者の保護」などを題材とした映画が世界中から集まるものであり、平和や人間の尊厳を訴える作品に光を当てる場として高い評価を得ており、Red Cross Special Awardは、赤十字精神を最も体現した作品に贈られる特別な賞である。
この受賞において本作は、歴史的な背景の繊細な描写において、花田ミキが直面した数々の困難や挑戦を辿り、日本社会の奥深さと多層性を表面化させていること、および人間の持つ力が複雑で硬直した官僚制度すら乗り越え、人々のためにそれを動かすこと、ミキが辿り着いた「命を阻むものはすべて悪」との理念と姿勢が赤十字の精神を体現していること、そして花田ミキの優しさと信念が、観る者に「自分も誰かのために役に立ちたい」「かくありたい」との思いや余韻を残す点が評価された。